# Tým sjednoceného Německa na Letních olympijských hrách 1960
Německo na Letních olympijských hrách v roce 1960 v italském Římě reprezentovala výprava 293 sportovců (238 mužů a 55 žen) v 17 sportech.

## Medailisté
| Medaile | Jméno | Sport             | Soutěž                                                    |
| ------- | --- | ----------------- | --------------------------------------------------------- |
| Zlato   | Bernd Cullmann Armin Hary Martin Lauer Walter Mahlendorf                                                                                  | Atletika          | Muži štafeta 4 × 100 m                                    |
| Zlato   | Armin Hary | Atletika          | Muži běh na 100 m                                         |
| Zlato   | Dieter Krause Paul Lange Günther Perleberg Friedhelm Wentzke                                                                              | Kanoistika        | Muži K1 4x500 m                                           |
| Zlato   | Alwin Schockemöhle Fritz Thiedemann Hans Günter Winkler                                                                                   | Jezdectví         | Parkurové skákání – družstva                              |
| Zlato   | Klaus Bittner Karl Heinz Hopp Hans Lenk Willi Padge Manfred Rulffs Frank Schepke Kraft Schepke Walter Schröder Karl-Heinrich Von Groddeck | Veslování         | Muži osmiveslice                                          |
| Zlato   | Gerd Cintl Horst Effertz Jürgen Litz Michael Obst Klaus Riemann                                                                           | Veslování         | Muži čtyřka s kormidelníkem                               |
| Zlato   | Bernhard Knubel Karl Heinz Renneberg Klaus Zerta                                                                                          | Veslování         | Muži dvojka s kormidelníkem                               |
| Zlato   | Heidi Schmidová | Šerm              | Ženy fleret – jednotlivci                                 |
| Zlato   | Peter Kohnke | Sportovní střelba | Muži 50 metrů libovolná malorážka 60 ran vleže            |
| Zlato   | Ingrid Krämerová | Skoky do vody     | Ženy věž 10 m                                             |
| Zlato   | Ingrid Krämerová | Skoky do vody     | Ženy prkno 3 m                                            |
| Zlato   | Wilfried Dietrich | Zápas             | muži, volný styl nad 87 kg                                |
| Stříbro | Anni Biechl Jutta Heineová Brunhilde Hendrix Martha Pensberger-Langbein                                                                   | Atletika          | Ženy štafeta 4 × 100 m                                    |
| Stříbro | Hans Grodotzki | Atletika          | Muži běh na 5 000 m                                       |
| Stříbro | Hans Grodotzki | Atletika          | Muži běh na 10 000 m                                      |
| Stříbro | Jutta Heineová | Atletika          | Ženy běh na 200 m                                         |
| Stříbro | Johannes Kaiser Carl Kaufmann Manfred Kinder Hans-Joachim Reske                                                                           | Atletika          | Muži štafeta 4 × 400 m                                    |
| Stříbro | Carl Kaufmann | Atletika          | Muži běh na 400 m                                         |
| Stříbro | Walter Krüger | Atletika          | Muži hod oštěpem                                          |
| Stříbro | Johanna Lüttgeová | Atletika          | Ženy vrh koulí                                            |
| Stříbro | Bernd Barleben Peter Gröning Manfred Klieme Siegfried Köhler                                                                              | Cyklistika        | Muži 4000 m stíhací závod (družstva)                      |
| Stříbro | Dietrich Gieseler | Cyklistika        | Muži 1000 m s pevným startem                              |
| Stříbro | Jürgen Simon Lothar Stäber | Cyklistika        | Muži tandem 2 000 m                                       |
| Stříbro | Therese Zenzová | Kanoistika        | Ženy K-1 500 m                                            |
| Stříbro | Ingrid Hartmann Therese Zenzová | Kanoistika        | Ženy K2 500 m                                             |
| Stříbro | Achim Hill | Veslování         | Muži skif                                                 |
| Stříbro | Egon Adler Erich Hagen Günter Lörke Gustav-Adolf Schur                                                                                    | Cyklistika        | Muži časovka družstev                                     |
| Stříbro | Wilfried Dietrich | Zápas             | muži, řecko-římský nad 87 kg                              |
| Stříbro | Gunther Maritschnigg | Zápas             | muži, řecko-římský do 73 kg                               |
| Stříbro | Lothar Metz | Zápas             | muži, řecko-římský do 79 kg                               |
| Stříbro | Wiltrud Urselmann | Plavání           | Ženy 200 m prsa                                           |
| Bronz   | Hildrun Clausová | Atletika          | Ženy skok daleký                                          |
| Bronz   | Ursula Donathová | Atletika          | Ženy běh na 800 m                                         |
| Bronz   | Gisela Birkemeyerová | Atletika          | Ženy 80 metrů překážek                                    |
| Bronz   | Günter Siegmund | Box               | Muži do 81 kg                                             |
| Bronz   | Josef Neckermann | Jezdectví         | Drezura – jednotlivci                                     |
| Bronz   | Jürgen Brecht Timothaus Gerresheim Eberhard Mehl Jürgen Theuerkauff                                                                       | Šerm              | Družstvo mužů fleret                                      |
| Bronz   | Klaus Zähringer | Sportovní střelba | Muži 50 metrů libovolná malorážka 3×40 ran polohový závod |
| Bronz   | Ingo Von Bredow Rolf Mulka | Jachting          | Třída Létající Holanďan                                   |
| Bronz   | Ursula Brunner Heidi Pechstein Christel Steffin Gisela Weiss                                                                              | Plavání           | Ženy štafeta 4 × 100 m volný způsob                       |
| Bronz   | Ursula Brunner Bärbel Fuhrmann Ursula Küper Ingrid Schmidt                                                                                | Plavání           | Ženy štafeta 4 × 100 m polohový závod                     |
| Bronz   | Barbara Göbel | Plavání           | Ženy 200 m prsa                                           |